# Бује
Бује (итал. Buie) је град у Хрватској у Истарској жупанији. Према попису из 2001. Бује је имао 5.340 становника.

## Географија
Налази се у северозападној Истри 10 км од Умага, тј. мора. Површина је 1–2 km². Главна улица је Истарска улица дужине 200 м. Има двадесетак улица. Делови града су Станица којом је некада пролазила Парензана, железница, Стари град, Школски бријег, Рудине и остали. У граду се налази биоскоп, градска библиотека на тргу Јосипа Броза Тита (који је уједно и средишњи трг), амбуланта, пошта у Истарској улици, Средња школа Владимира Гортана, као и средња Економска школа, на Школском бријегу, које су недавно прославиле 50 година деловања, похађа 500 ученика. Основна школа Мате Балоте подељена је у две зграде. Град има две велике цркве: Марије Милосрднице те Св. Сервола, у старом делу града, па две мале и два гробља у старом граду и „периферији“.
Најпознатија фабрика је „Дигитрон“, производи ел. опрему, а некада је запошљавала 700 радника те је по њој калкулатор добио други назив „дигитрон“.
Некада је град имао хотел, дуже време није у функцији, па је започето реновирање. Град има две пицерије, више гостиона, киоска као и трговина. Рукометни, тениски, фудбалски и шаховски клуб делују већ више година, кошаркаши и шахисти освајају бројне награде као и омладина Црвеног крста.

## Становништво

### Град Бује
Према последњем попису становништва из 2001. године у граду Бује живело је 5.340 становника који су живели у 1.474 породична домаћинстава.
Кретање броја становника по пописима 1857—2001.
| година пописа  | 1857. | 1869. | 1880. | 1890. | 1900. | 1910. | 1921. | 1931. | 1948. | 1953. | 1961. | 1971. | 1981. | 1991. | 2001. |
| бр. становника | 5.811 | 6.254 | 6.980 | 7 578 | 8.311 | 8.682 | 8.989 | 8.601 | 8.013 | 5.763 | 5.344 | 4.376 | 4.957 | 5.421 | 5.340 |

Напомена:Настао из старе општине Бује. У 1857, 1869, 1921, 1931, 1981. и 1991. део података је садржан у граду Умагу. Од 1857. до 1991. садржи део података града Умага.

### Бује (насељено место)
Према последњем попису становништва из 2001. године у насељеном месту Бује живео је 3.001 становник, који су живели у 839 породичних домаћинстава.
Кретање броја становника по пописима 1857—2001.
| година пописа  | 1857. | 1869. | 1880. | 1890. | 1900. | 1910. | 1921. | 1931. | 1948. | 1953. | 1961. | 1971. | 1981. | 1991. | 2001. |
| бр. становника | 2.256 | 2.389 | 2.492 | 2.765 | 2.885 | 2.933 | 3.201 | 3.054 | 2.293 | 1.951 | 1.955 | 1.967 | 2.824 | 3.200 | 3.001 |

Напомена:У 1857, 1869. 1921. и 1931. садржи податке за насеље Бибали.

## Попис1991.
На попису становништва 1991. године, насељено место Бује је имало 3.200 становника, следећег националног састава:
| Попис 1991.‍   | Попис 1991.‍  | Попис 1991.‍ | Попис 1991.‍ | Попис 1991.‍ |
| ------------- | ------------ | ----------- | ----------- | ----------- |
|               |              |             |             |             |
| Хрвати        | Хрвати       |             | 1.398       | 43,68%      |
| Италијани     | Италијани    |             | 758         | 23,68%      |
| Срби          | Срби         |             | 178         | 5,56%       |
| Муслимани     | Муслимани    |             | 132         | 4,12%       |
| Југословени   | Југословени  |             | 125         | 3,90%       |
| Словенци      | Словенци     |             | 57          | 1,78%       |
| Албанци       | Албанци      |             | 37          | 1,15%       |
| Мађари        | Мађари       |             | 14          | 0,43%       |
| Црногорци     | Црногорци    |             | 13          | 0,40%       |
| Руси          | Руси         |             | 4           | 0,12%       |
| Немци         | Немци        |             | 3           | 0,09%       |
| Јевреји       | Јевреји      |             | 2           | 0,06%       |
| Македонци     | Македонци    |             | 2           | 0,06%       |
| Румуни        | Румуни       |             | 1           | 0,03%       |
| Словаци       | Словаци      |             | 1           | 0,03%       |
| Чеси          | Чеси         |             | 1           | 0,03%       |
| остали        | остали       |             | 4           | 0,12%       |
| неопредељени  | неопредељени |             | 140         | 4,37%       |
| регион. опр.  | регион. опр. |             | 318         | 9,93%       |
| непознато     | непознато    |             | 12          | 0,37%       |
| укупно: 3.200 |              |             |             |             |